# Bolsa de Valores de São Paulo
La Bolsa de Valores de São Paulo o B3 es la decimotercera bolsa de valores más grande e importante en el mundo, y la primera de América Latina, situada en el corazón de la mayor ciudad brasileña, São Paulo. Como media, se intercambian acciones por valor de 1221,3 millones de reales cada día (según datos de 2004). Establecida el 23 de agosto de 1890 en la calle (rua) 15 de noviembre, fue una institución pública hasta 1996, cuando se estableció como una asociación civil.
Bovespa está unida a todas las bolsas brasileñas, incluida la de Río de Janeiro, donde se intercambian los valores del gobierno.
La subida o bajada de las acciones brasileñas depende de varios factores, como la dirección de la política monetaria determinada por el ratio SELIC del Banco Central de Brasil. El principal indicador de Bovespa es el Índice Bovespa (IBovespa).
Según la propia página web de Bovespa, en este mercado se cotizan alrededor de 550 compañías.

## Historia

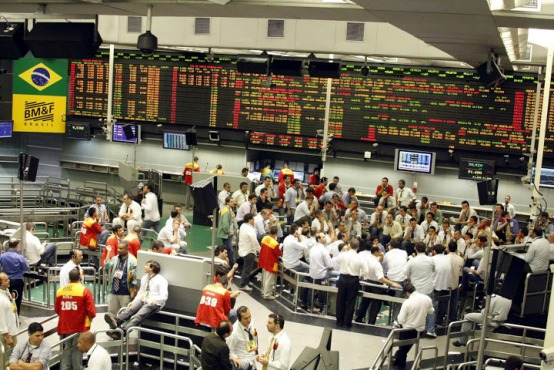
Vista interna de la matriz de B3.

Fundada el 23 de agosto de 1890 por Emilio Rangel Pestana, la Bolsa de Valores de São Paulo (BOVESPA) ha sido parte importante de la historia de la bolsa de valores y la economía brasileña. Hasta mitad de los años sesenta, Bovespa y las otras bolsas de valores brasileñas eran empresas estatales, dependientes de la secretaría de finanzas y los brokers eran empleados públicos.
Con las reformas del sistema financiero nacional y del mercado de valores llevadas a cabo en 1965 y 1966, los mercados de valores asumirían el rol institucional que dura hasta hoy, pasando a ser asociaciones civiles sin ánimo de lucro, con autonomía administrativa, financiera y patrimonial. La antigua figura de los brokers de las acciones gubernamentales fue sustituida por la de los brokers comerciales.
A pesar de su autorregulación, Bovespa opera bajo la supervisión de la Comissão de Valores Mobiliários (Comisión de valores mobiliarios, CMV, equivalente a la CNMV en España). Desde los sesenta, ha evolucionado tecnológicamente de forma constante. En 1972, Bovespa fue la primera bolsa de valores brasileña en implementar un sistema automático para la difusión de información en línea en tiempo real a través de una amplia red de terminales informáticas.
A finales de los años setenta, Bovespa también introdujo un sistema de comercio telefónico en Brasil, el Sistema Privado de Operações por Telefone (Sistema Privado de Operaciones por Teléfono, SPOT).
En 1990, comienzan a negociarse a través del sistema de negociación electrónica (Sistema de Negociação Eletrônica) CATS (Computer Assisted Trading System), que operaba simultáneamente con el sistema tradicional de corros (Pregão Viva Voz). Actualmente, el único sistema de negociación es el electrónico.
En 1997, el nuevo sistema de negociación electrónica de Bovespa, el Mega Bolsa, fue implantado exitosamente. Mega Bolsa aumenta el potencial volumen de proceso de información y permite a Bovespa aumentar su volumen total de actividades.
Con el objetivo de ampliar el acceso a los mercados, en 1999 Bovespa introduce Home Broker y After-Market, sistemas electrónicos de negociación que permiten participar en el mercado a los pequeños y medianos inversores. Home Broker permite a los usuarios ejecutar órdenes de compra y venta en el mercado. After-Market es un servicio de compraventa nocturno que opera después del cierre del mercado.
En el año 2008 BOVESPA se fundió con la BM&F (bolsa de mercados futuros). En conjunto, las empresas forman la tercera mayor bolsa de valores del mundo en valor de mercado, la segunda mayor en las Américas y la primera en este puesto en América Latina.
En 2008, el Ibovespa cerró al nivel de 37.550, con una caída anual de 41%; a fin de 2008, la bolsa tenía 392 compañías con un valor de mercado de 1,35 billones de reales. La volatilidad de la bolsa empezó desde finales de 2008. En el primer trimestre de ese año, subió un 9% y el valor de mercado total de las 387 compañías que cotizan en la bolsa alcanzó los 1,48 billones de reales.

### Cronología
Década de 1960
- Bovespa pasa a asumir la característica institucional, dejando de ser subordinada por la Secretaría de Hacienda del Estado, con autonomía administrativa, financiera y patrimonial.
- En 1968 fue creado el Índice Bovespa.

Década de 1970
- En 1972, Bovespa fue la primera bolsa brasileña en implantar un sistema automatizado de compraventa con la difusión de información en línea y en tiempo real, a través de una amplia red de terminales de ordenador;
- Al final de la década de 1970, Bovespa fue también pionera en la introducción de las transacciones con opciones sobre acciones en Brasil.

Década de 1980
- Fue implantado el Sistema Privado de Operaciones por Teléfono (SPOT) y una red de servicios en línea para los corredores;
- Desarrollado sistema de custodia de valores fungibles.

Década de 1990
- Se iniciaron las negociaciones mediante el sistema de negociación electrónica CATS (Computer Assisted Trading System) que operaba simultáneamente con el sistema tradicional de corros (viva voz);
- En 1997, fue implantado de forma satisfactoria un nuevo sistema de negociación electrónica de Bovespa, el Mega Bolsa. El Mega Bolsa amplió el volumen potencial de procesamiento de información;
- Al finalizar la década, se lanzan por Bovespa los servicios Home Broker y After-Market.

Década de 2000
- Ocurre la integración de todas las bolsas de valores de Brasil y  Bovespa pasa a concentrar toda la negociación de acciones del país;
- En septiembre de 2005, ocurre el fin del mercado de corros de Bovespa, tornándose una bolsa totalmente electrónica;
- En 2006 Bovespa comienza a operar solamente con sistema electrónico doméstico;
- El 26 de octubre de 2007 ocurrió el IPO es decir, un capital inicial de la compañía correspondiente Bovespa Holding denominada en IBOVESPA de: BOVH3, que es un consorcio de agentes que operan en la Bolsa de Valores de São Paulo;
- El 26 de marzo de 2008 Bovespa anuncia oficialmente el inicio del proceso de fusión con la BM&F. Bolsa de Valores, Mercadorias y Futuros, nombre de la nueva institución que se incluye con la fusión, será la tercera más grande del mundo y la segunda en América en valor de mercado.[5][6]